# Jaguar XJS

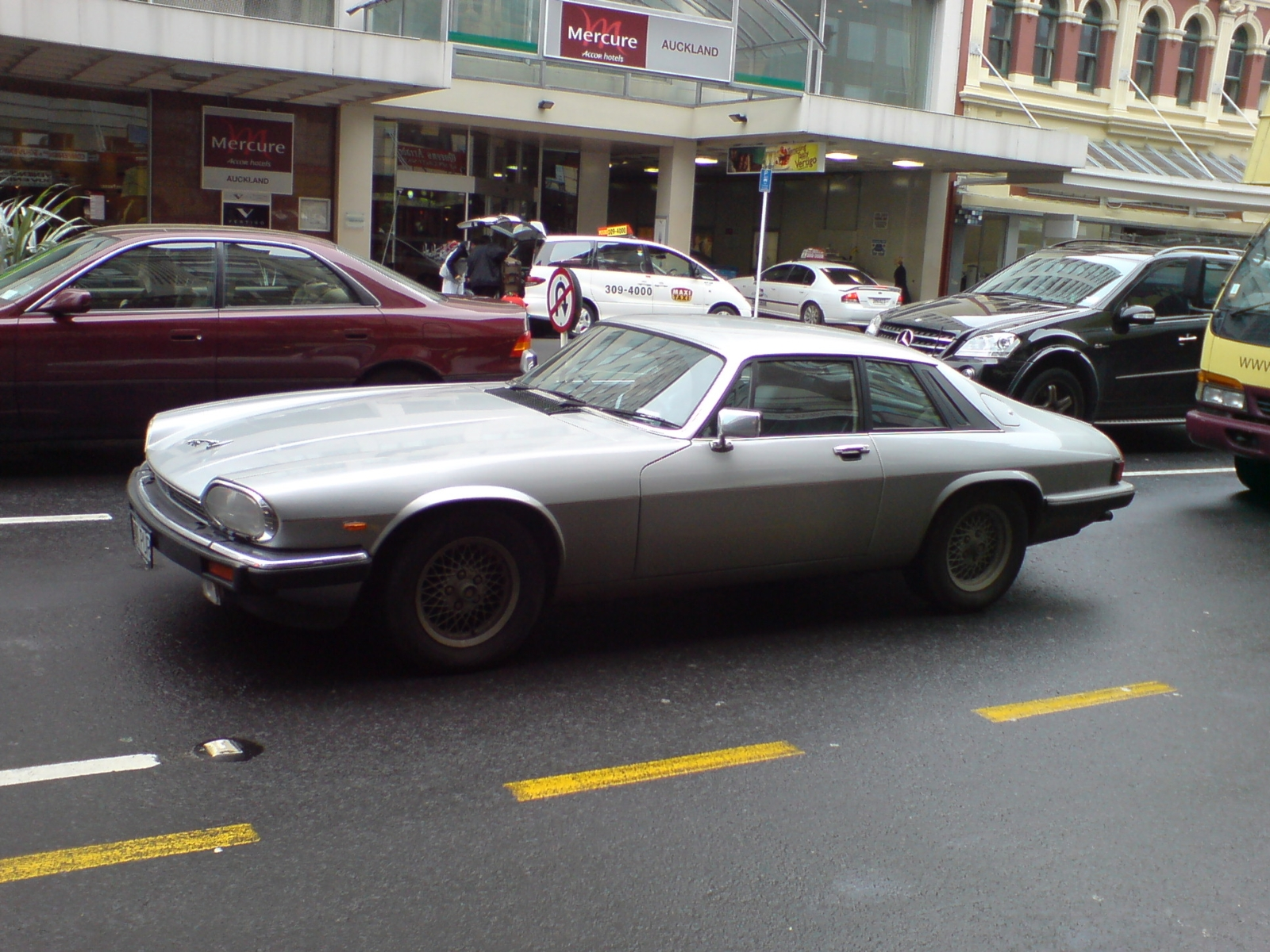
Jaguar XJ-S Coupé

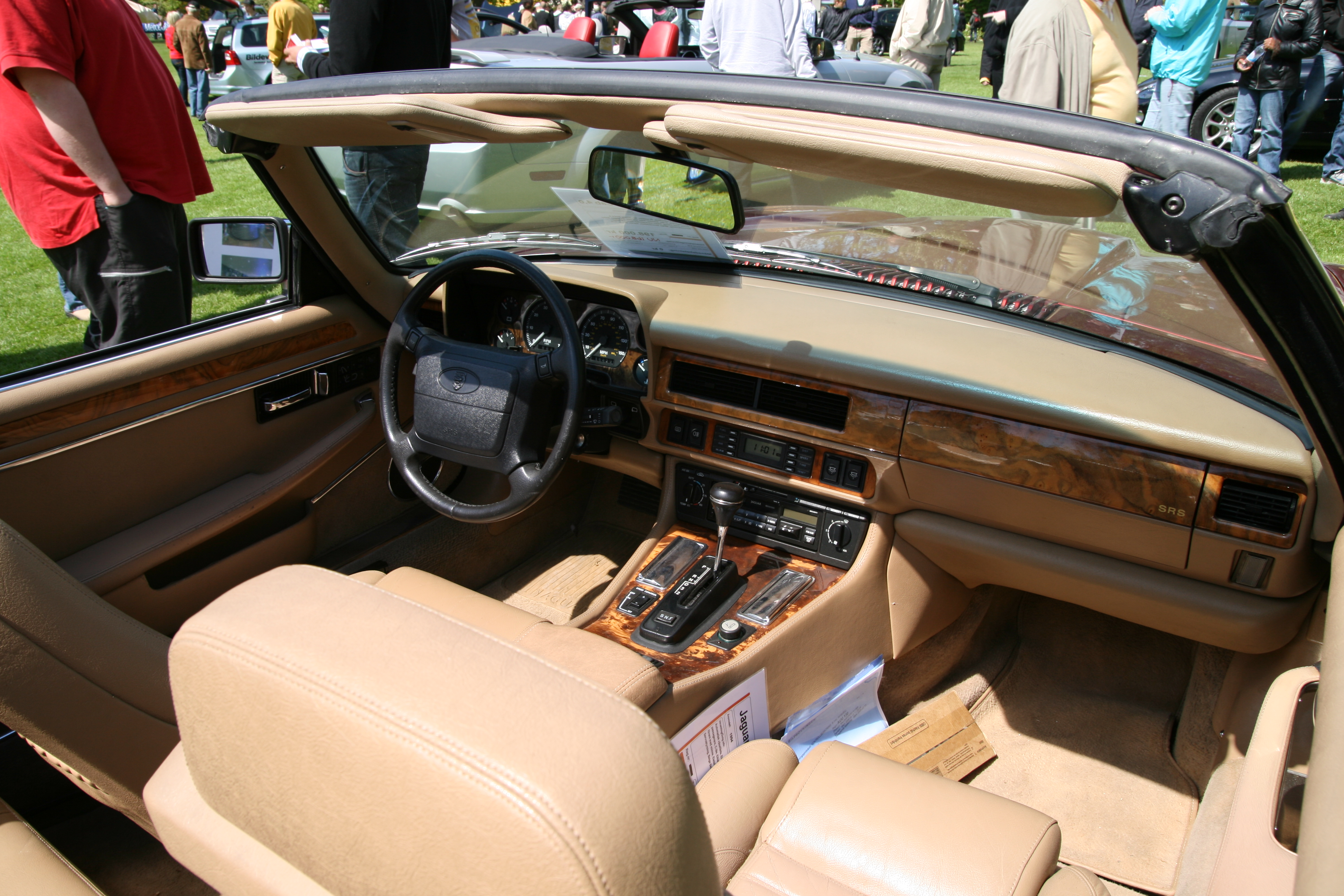
Interiér Jaguaru XJS Convertible

Jaguar XJ-S (později XJS) je sportovní automobil typu GT (Gran Turismo) vyráběný britskou automobilkou Jaguar Cars od roku 1975, kdy nahradil model E-type. Za dvacet jedna let výroby, do roku 1996, bylo vyrobeno přes 115 000 vozů. Nástupcem modelu XJS se stal Jaguar XK8.

## XJ-S (1976-1981)
Stejně jako jeho předchůdce, model E-type, směřoval XJS na trh výkonných automobilů typu GT vhodných pro rychlý a pohodlný přesun na dlouhé vzdálenosti. Jako základ vozu posloužil podvozek ze sedanu XJ12, jenž musel být pro nový vůz zkrácen a opatřen nižšími prahy. Z limuzíny pocházelo také zavěšení, brzdy a pohonná jednotka – vidlicový dvanáctiválec o objemu 5 343 cm3 poskytující výkon 284 koní (212 kW) a točivý moment 435 Nm. Díky němu se mohl vůz pohybovat max. rychlostí až 230 km/h a z 0 na 100 km/h zrychlit zhruba za 7,5 sekundy. Umístění motoru V12 a jízdní výkony byly na stejné úrovni jako u italské konkurence Lamborghini či Ferrari.
Přestože byl model XJ-S po stránce pohodlí a jízdních vlastností lepším vozem než jeho slavný předchůdce, čelil zpočátku časté kritice ze strany odborníků i veřejnosti. Hlavním důvodem byl zcela nový design, v ničem neodkazující na model E-type. Netradiční zadní sloupek střechy protažený až k zadním světlům sloužící k lepšímu usměrnění proudícího vzduchu byl, jako celý vůz, dílem odborníka na aerodynamiku Malcolma Sayera, který stál již za vzhledem modelů C-type, D-type a E-type. Odlišné světlomety, plastové nárazníky a stísněný interiér podporoval negativní tvrzení na adresu designu XJ-S. Vítána nebyla ani vysoká spotřeba dvanáctiválcového motoru v době ropné krize na přelomu let 1973 a 1974. Prodeje vozu klesaly, v roce 1980 poptávka činila pouhých tisíc kusů. Do tohoto roku bylo celkem vyrobeno necelých 15 000 exemplářů. V průběhu 80. let se ovšem prodej začal opět zvyšovat, stejně jako se začaly zlepšovat poměry samotného Jaguaru do roku 1984 ve vlastnictví British Leyland. Napomohlo tomu jak přijetí Johna Egana na pozici generálního ředitele v roce 1980, tak zavedení nových motorů.
V roce 1981 byl představen upravený dvanáctiválcový motor s označením H.E. (High Efficiency). Pomocí úprav spalovacího prostoru – rozvod SOHC zůstal – byl zvýšen výkon až na 295 koní (220 kW) nebo 263 koní (196 kW) pro americký trh. Především se ovšem snížila spotřeba. Společně se změnami pohonné jednotky přišly i změny v exteriéru a interiéru. Na karoserii přibyly menší chromované doplňky, uvnitř vozu získal zákazník dřevěné obložení palubní desky a přibyla i nová litá kola.

## Jaguar XJ-SC

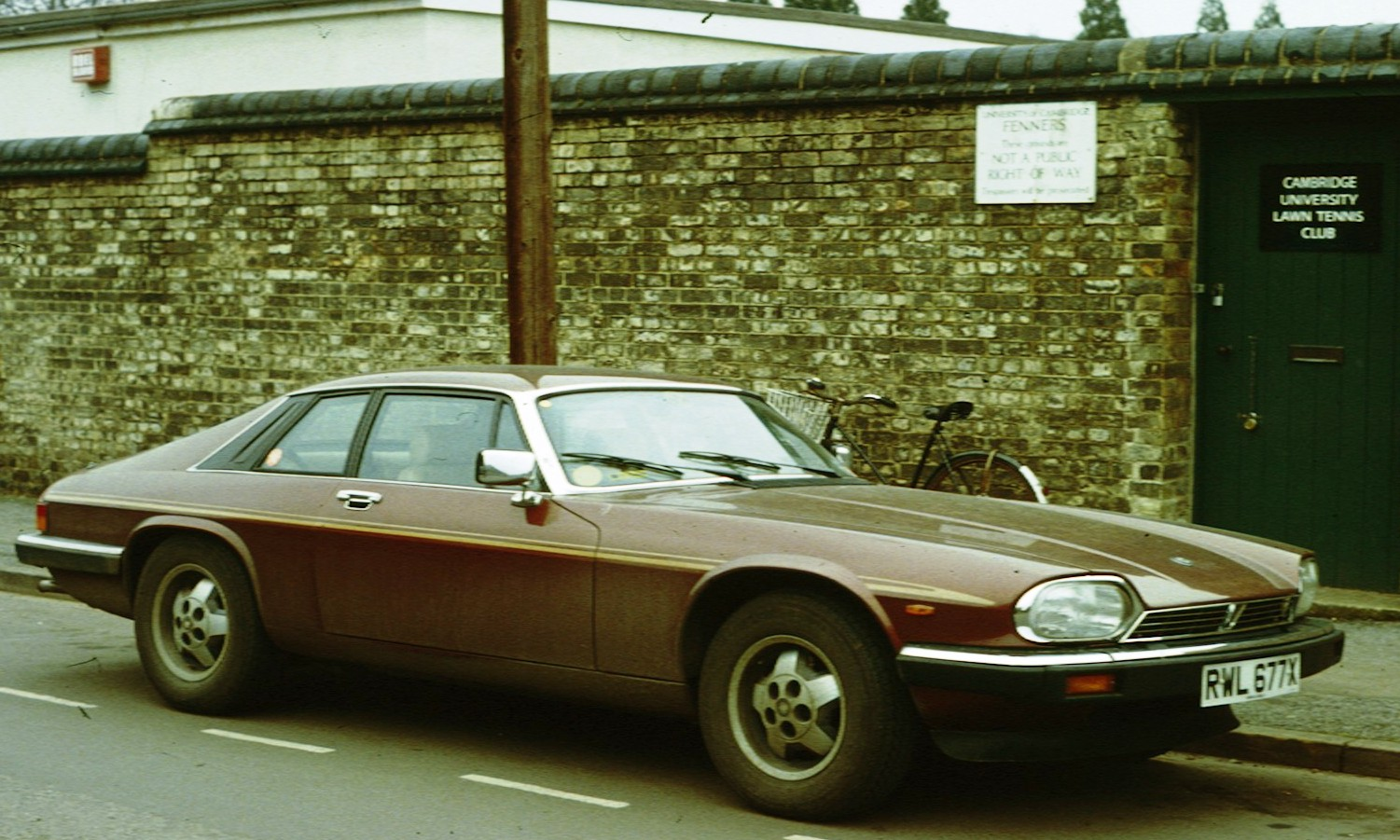
Jaguar XJ-S Coupé

V roce 1983 byla představena varianta kabriolet založená na modelu XJ-S s názvem Jaguar XJ-SC (C jako cabriolet (angl.)). V zájmu snížení nákladů na vývoj zesílené spodní části karoserie nezbytné pro vozy bez střešních panelů, zůstával pomocný rám střechy vztyčen i při zatažené látkové střeše. Typický vzhled modelu XJ-SC umocňoval také nezbytný ochranný oblouk chránící při nehodě cestující. Jednotlivé střešní panely se daly přemístit do zavazadlového prostoru jako u vozů se střechou typu targa (např. Porsche 911). Model XJ-SC byl k dostání pouze v dvousedadlovém provedení.
V roce 1983 debutoval pod kapotou Jaguaru XJ-SC nový šestiválcový celohliníkový motor o objemu 3,6 litru označovaný AJ 6. Šestiválec se dvěma vačkovými hřídelemi a 24 ventily poskytoval výkon 221 koní (165 kW) a v provedení s manuální převodovkou dosahoval dokonce lepšího zrychlení z 0 na 100 km/h než dvanáctiválec – 7,1 sekundy. Byl také úspornější než motor V12 H.E. K šestiválci bylo možné pořídit automatickou převodovku až od roku 1987, do té doby si musel zákazník toužící po automatice zvolit dvanáctiválcový model. Od roku 1985 byl k dostání také model XJ-SC s dvanáctiválcem H.E., od roku 1986 označovaný jako Jaguar XJ-SC V12.

## Jaguar XJR-S a XJ-S Convertible

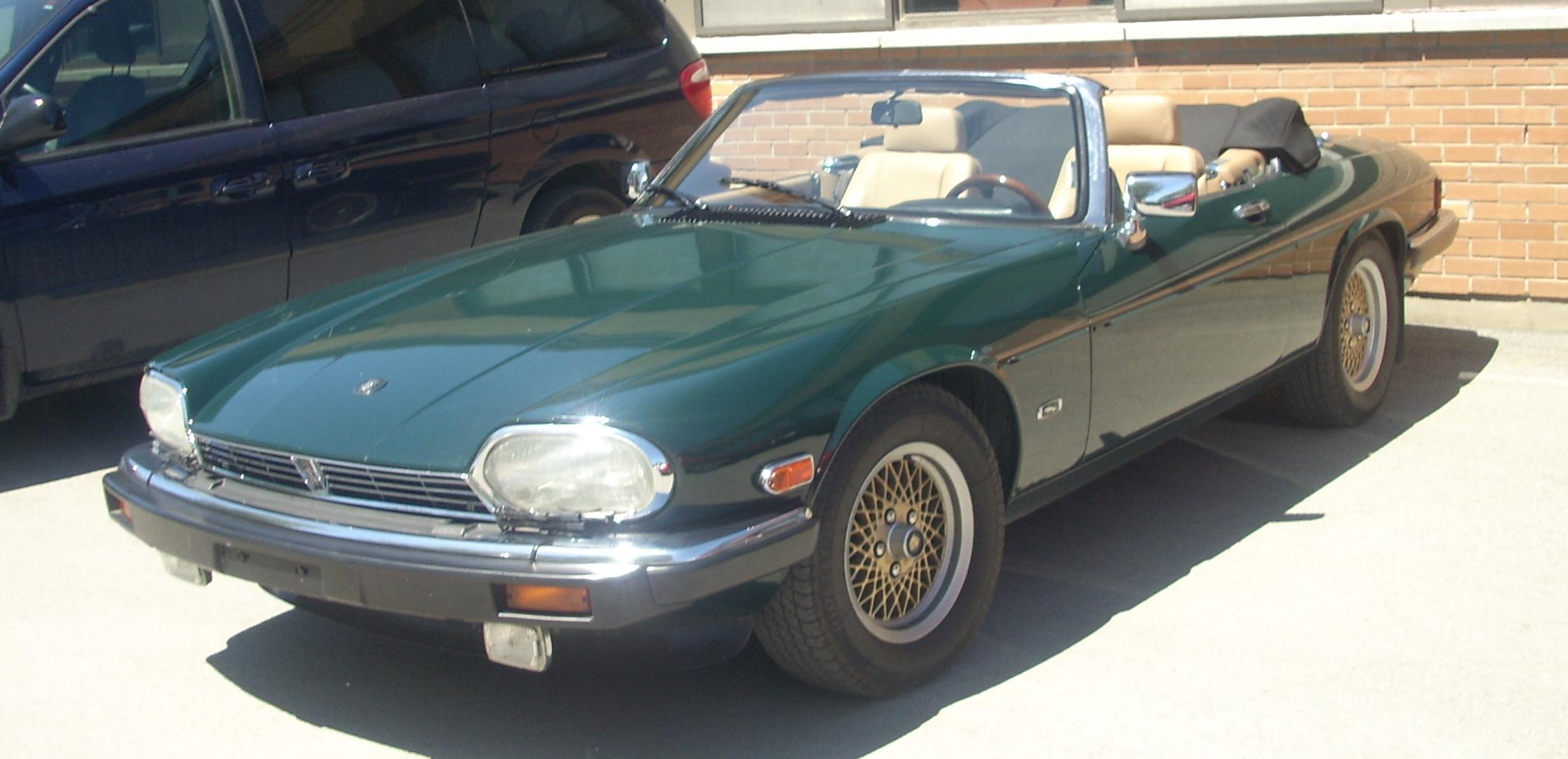
Jaguar XJ-S Convertible

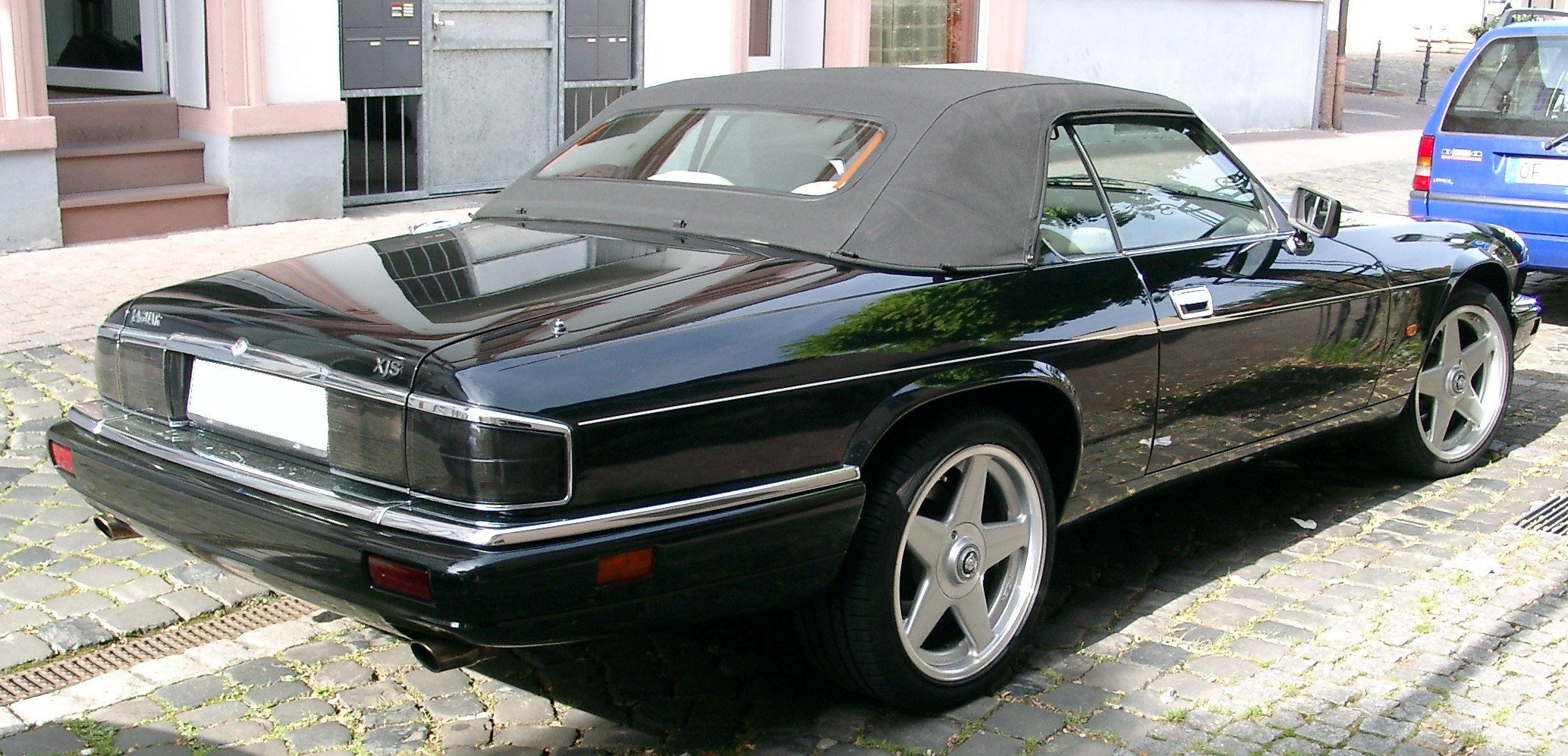
Jaguar XJS Convertible (po 1991)

V roce 1988 měl premiéru sportovněji laděný Jaguar XJR-S. Vznikl za spolupráce závodního jezdce Toma Walkinshawa a nově založené divize JaguarSport na oslavu vítězství Jaguaru XJR-9 ve 24hodinovém závodě v Le Mans v roce 1988. Změny se týkaly především designu, nové širší prahy dveří a pneumatiky, dynamičtější přední nárazník a ploché disky kol. Přitvrdil se také podvozek, od roku 1991 byl k dostání také šestilitrový dvanáctiválec. Do roku 1993 bylo vyrobeno 1 130 vozů.
Ve stejném roce jako XJR-S byl představen také plnohodnotný kabriolet s názvem Jaguar XJ-S Convertible. Celá třetina karoserie byla oproti výchozímu coupé změněna, aby byla zajištěna její dostatečná tuhost a bezpečnost. Čalouněnou střechu, jejíž vývoj nechala automobilka na specialistech z německého Karmannu, bylo možné stáhnout pomocí elektrohydrauliky za méně než 12 sekund.

## 1991 - 1996
V roce 1991 došlo k modernizaci celé řady XJ-S. Především byl zjednodušen název na Jaguar XJS. Hlavními změnami prošly pohonné jednotky. Šestiválcovému motoru AJ6 byl zvýšen objem na rovné čtyři litry. Tuto pohonnou jednotku dostal o rok později také model Convertible. Změna nastala také ve vzhledu auta, nejpatrněji viditelná v zadní části vozu. Menší trojúhelníkové svítilny na krajích zádě vystřídaly užší a širší sahající až k poznávací značce. V roce 1993 nastaly opět změny, přinášející zvýšení objemu tentokrát u dvanáctiválcového motoru. V12 měl nyní objem 6,0 litru a výkon 304 koní (227 kW). Přední i zadní nárazníky byly nově lakovány v barvě vozu. Poslední velkou změnou vůz prošel o rok později, kdy byl čtyřlitrový šestiválec přestavěn a přejmenován na AJ16. V roce 1996, po úctyhodných jednadvaceti letech výroby, sjel z výrobní linky poslední Jaguar XJS. Jeho podlahová platforma byla však použita v roce 1994 u astonu martin DB7, který zůstal ve výrobě až do roku 2003.

## Zavodní historie

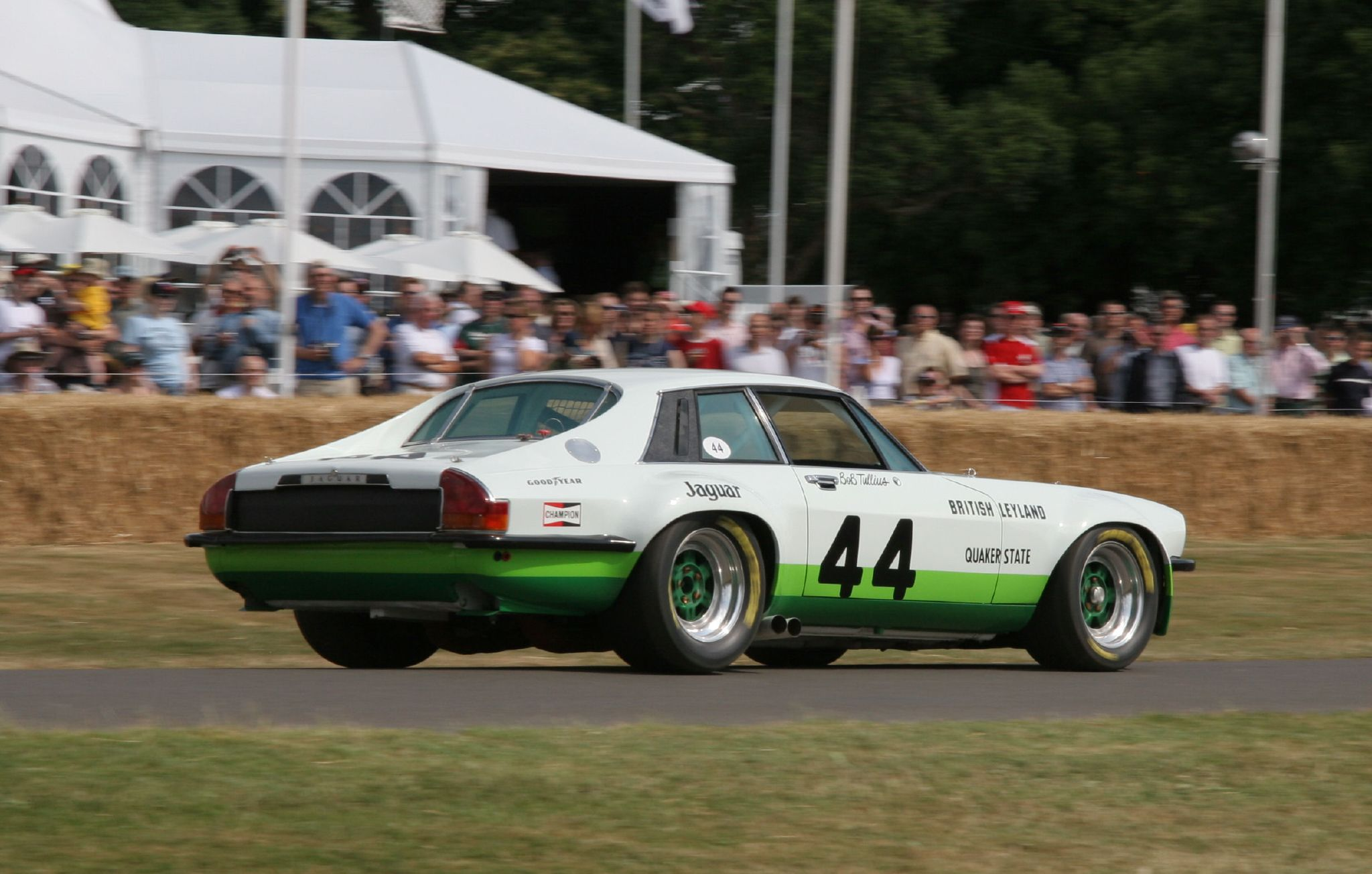
Jaguar XJ-S Trans-Am 1977

Přestože se při vývoji modelu XJ-S nepomýšlelo s jeho využitím na závodních tratích, jako nástupce svého závodního E-Typu si jej vybral Bob Tullius, který s ním působil na domácích amerických šampionátech. Již v roce 1975 vyhrál třídu B vozů GT amerického klubu sportovních aut SCCA. Největší úspěch zaznamenal tým Boba Tulluise s Jaguarem XJ-S, známý jako Group 44 (Skupina 44) v prestižní sérii Trans-Am. V roce 1977 získal Tullius prvenství v šampionátu jezdců. O rok později skončil opět první, navíc se podařilo Jaguaru získat prvenství v souboji značek. Tohoto úspěchu bylo dosaženo s nově výrazně upraveným speciálem Silhouette XJ-S, který se od sériového vozu téměř ve všem odlišoval.
V roce 1982 se účastnil nově vzniklého šampionátu třídy A Mistrovství Evropy cestovních vozů Skot Tom Walkinshaw se svým týmem TWR (Tom Walkinshaw Racing) a soukromě nasazeným, upraveným XJ-S. V roce 1982 s tímto vozem ještě v týmu Team Motul Jaguar odjel úvodní závody, ale od tři a půl hodinovky na Salzburgringu, kde obsadila posádka Walkinshaw-Nicholson 2. místo za vítězným vozem BMW 528i posádky Vojtěch-Gartner, jezdil za svůj tým TWR. Celkem v roce 1982 vyhrál 4 závody ME: v Brně, na Nürburgringu, v Silverstone a v Zolderu. Posádku s ním tvořili nejčastěji Chuck Nicholson, případně i Belgičan Pierre Dieudonné a Brit Win Percy. Walkinshaw obsadil v ME mezi jezdci 3. místo a ve značkách skončil Jaguar na 5. místě. Díky těmto vítězným závodům se automobilka rozhodla pro tovární podporu týmu TWR.i
V roce 1983 Walkinshaw vyhrál v ME opět 4 závody (Enna-Pergusa, Brno, Zeltweg a Salzburgring), což mu stačilo v šampionátu na 2. místo a ve značkách Jaguar obsadil 4. místo. Pravidelně TWR nasazoval 2 vozy, například v závodě Donnington 500 zvítězila na Jaguaru XJ-S posádka Martin Brundle-John Fitzpatrick-Enzo Calderari. Tým TWR v tomto roce tvořili Tom Walkinshaw, John Fitzpatrick, Chuck Nicholson, Švýcar Enzo Calderari, Martin Brundle, Pierre Dieudonné. Celkem Jaguar XJ-S zvítězil v 5 závodech sezóny, která čítala 12 podniků.
Pro rok 1984 se tým TWR rozhodl nasazovat do závodů ME tři posádky. Jedním z jezdců, které Tom Walkinshaw oslovil pro tuto sezónu byl i Zdeněk Vojtěch. Dokonce pro první závod na Monze přivezl i závodní kombinézu s výšivkou Zdenek Vojtech. Vojtěch však zůstal věrný značce BMW. Walkinshaw vyhrál opět 4 závody (Monza, Brno, Zeltweg a 24h Spa) a získal mistrovský titul jezdců pro  sebe a i mistrovský titul mezi značkami pro Jaguar. Další vítězství v této sezóně na XJ-S připojili Win Percy-Chuck Nicholson v Donningtonu a v Salcburku (500 km Salzburgring) a Enzo Calderari-Martin Brundle v Perguse (500 Chilometri di Pergusa).
V letech 1984 a 1985 se tento typ úspěšně zúčastňoval závodů v seriálu Australian Endurance Championship. V letech 1987 a 1988 zvítězil tým Silk Cut Jaguar na speciálně upraveném voze Jaguar XJR-8 (designer Tony Southgate, později Ross Brawn) na Mistrovství světa sportovních vozů (prototypů). V šampionátu jezdců v roce 1987 obsadili Raul Boesel, Jan Lammers, John Watson a Eddie Cheever v tomto pořadí prvá čtyři místa. O rok později (1988) tým Silk Cut Jaguar vítězství v seriálu zopakoval a mistrem světa jezdců (World Sports Prototype Championship for Drivers) se stal Martin Brundle. V ročníku 1988 byl součástí seriálu poprvé (a naposledy) závod 360 km Brna. Verze Jaguar XJR-9LM (jezdci Jan Lammers, Johnny Dumfries, Andy Wallace) zvítězila v závodě 24 h Le Mans (1988) a o dva roky později na 24 h Le Mans (1990) zvítězila verze Jaguar XJR-12 (John Nielsen, Price Cobb, Martin Brundle). V roce 1991 tým Silk Cut Jaguar (Jaguar XJR-12 resp. Jaguar XJR-14) přidal třetí titul na mistrovství světa sportovních vozů. Mistrem světa jezdců se stal Teo Fabi před Derekem Warwickem (oba Silk Cut Jaguar).